# Arturo Esposito
Arturo Esposito (Napoli, 19 agosto 1949) è un generale italiano, ex Capo di stato maggiore dell'Arma dei Carabinieri e direttore dell'Agenzia informazioni e sicurezza interna.

## Biografia
Dopo aver frequentato l'accademia militare di Modena è nominato sottotenente dei Carabinieri nel 1971. Nel 1982, da capitano, è ferito a Santa Maria Capua Vetere nel corso di uno scontro a fuoco con esponenti della camorra e viene decorato di Medaglia d'argento al valor militare.
Tenente colonnello nel 1989 va al comando provinciale di Foggia, colonnello nel 1995 è alla guida del Comando provinciale dei carabinieri di Bologna. Generale di brigata nel 2001, dal 2000 al 2004 è sottocapo di Stato maggiore e comanda la Legione carabinieri Sicilia (2004-2008). Generale di divisione nel 2006, è posto nel 2008 al vertice del Comando Interregionale Carabinieri "Culqualber", e promosso generale di corpo d'armata nel 2010.
Capo di stato maggiore dell'Arma dei Carabinieri dal 2009 al giugno 2012, quando viene nominato dal consiglio dei ministri direttore del servizio d'intelligence interno, l'Agenzia informazioni e sicurezza interna. Resta al vertice dell'AISI fino al giugno 2016 quando lascia l'incarico al generale Mario Parente, suo vice.

## Procedimenti giudiziari
Il 14 maggio 2018 viene indagato dalla Procura di Caltanissetta nell'operazione "Double Face", che porta all'arresto dell'ex presidente di Sicindustria Antonello Montante e di esponenti delle forze dell'ordine, per rivelazione di segreti d'ufficio, nel periodo in cui dirigeva l'AISI.